# 창원 봉화산 봉수대
창원 봉화산 봉수대(昌原 烽火山 烽燧臺)는 대한민국 경상남도 창원시 마산회원구 회원동에 있는 봉수대이다. 1997년 1월 30일 경상남도의 기념물 제157호로 지정되었다.

## 개요
봉수대는 횃불과 연기를 이용하여 급한 소식을 전하던 옛날의 통신수단을 말한다. 높은 산에 올라가서 불을 피워 낮에는 연기로 밤에는 불빛으로 신호를 보냈다.
무학산 줄기인 해발 265m 봉화산에 있는 봉화산 봉수대는 고려 말기에 왜구의 침입 등 위급 상황을 서울에 알리기 위한 신호수단으로 쌓은 것으로 추정된다.
이곳 봉화산 봉수대는 동래에서 서울 목멱산(지금의 남산) 중앙 봉수에 이르는 봉화 선로를 연결하고 있다. 처음 동래 다대포 봉수대에서 시작하여 진해 고산봉수대, 봉화산 봉수대, 함안 칠서 안곡산 봉수대, 창녕 소산 봉수대를 거쳐 최종적으로 서울 목멱산 봉수대로 이어졌다.

## 참고 자료
- 창원 봉화산 봉수대 - 국가유산청 국가유산포털